# Стшакли
Стшакли (пол. Strzakły) — село в Польщі, у гміні Мєндзижець-Підляський Більського повіту Люблінського воєводства.
Населення — 414 осіб (2011).
У 1975-1998 роках село належало до Білопідляського воєводства.

## Демографія
Демографічна структура станом на 31 березня 2011 року:
|          | Загалом | Допрацездатний вік | Працездатний вік | Постпрацездатний вік |
| -------- | ------- | ------------------ | ---------------- | -------------------- |
| Чоловіки | 216     | 60                 | 133              | 23                   |
| Жінки    | 198     | 54                 | 110              | 34                   |
| Разом    | 414     | 114                | 243              | 57                   |